# Taseopteryx mediana
Taseopteryx mediana är en fjärilsart som beskrevs av Otto Staudinger 1897. Taseopteryx mediana ingår i släktet Taseopteryx och familjen nattflyn. Inga underarter finns listade i Catalogue of Life.